# Karate bojevnik 1: Beli galeb
Karate bojevnik: Beli galeb je roman o borilnih veščinah slovenskega pisatelja Silvestra Vogrinca. Sodi tudi v zvrst športnega romana. Izšel je leta 1995 (COBISS) ter v dopolnjeni in razširjeni drugi izdaji leta 2024 (COBISS).

## Snov in motiv
Knjiga razkriva svet borilnih veščin, predvsem karateja in deloma samurajskega mečevanja. Je roman o športu, zorenju, prijateljstvu in ljubezni. Karate bojevnik Robert Resnik se kot lik pojavlja v številnih delih Silvestra Vogrinca o borilnih veščinah, kot glavni protagonist na primer v nadaljevanju Karate bojevnik 2: Dvoboj, kot stranski lik pa v romanih Slovenska Elektra: Bojevnica svetlobe, Gladiator, Bojevnikova pot, Orfejeva lira, Perunova sekira idr.

## Vsebina
Študent Robert Resnik pred Filozofsko fakulteto v Ljubljani reši lepo Natašo in njeno prijateljico pred nasilnimi rokerji. Pri tem mu pomaga temnopolti študent Lino. Robert in Lino odkrijeta, da sta karateista in postaneta prijatelja. Slednji ga povabi v njihov klub Sokol, ki velja za najboljšega v Sloveniji, saj ga vodi legendarni trener Viktor Kostolomec. Robert je navdušen nad novimi prijatelji, trenerjem in okoljem. Karateisti so med seboj zelo povezani. V prestižni diskoteki Avalon skrbijo za red, kar jim prinaša poseben status. Robert in Nataša se zaljubita in postaneta par. Mlademu študentu se začnejo odpirati oči na prvih tekmovanjih v karateju, kjer privre na dan nasilna narava Viktorja, ki želi zmago za vsako ceno, celo v nasprotju s športnimi pravili. Ko Robert izrazi svoje nestrinjanje, je izobčen in klubski kolegi mu obrnejo hrbet. Celo Lino, zaradi zahrbtne spletke maščevalnega rokerja Jova, postane Robertov nasprotnik. Glavni junak dobi novega učitelja, japonskega mojstra Šiodo. Prične tekmovati za karate klub Študent. Sledi finale na državnem prvenstvu, ko je treba poravnati stare račune.

## Ocene
S tem romanom se je v slovenski literaturi začela zvrst romana o borilnih veščinah. Ima tudi značilnosti športnega romana in mladinskega romana. Je prvi slovenski roman o karateju. V drugi dopolnjeni izdaji je izšel kot del zbirke Junaki prihajajo.